# Curupaity
Curupaity es una localidad argentina ubicada en el departamento San Cristóbal de la provincia de Santa Fe. Se encuentra sobre la ruta nacional 34, 65 km al Sudoeste de Ceres.

## Población
Cuenta con 555 habitantes (Indec, 2010), lo que representa un incremento frente a los 457 habitantes (Indec, 2001) del censo anterior.
| Gráfica de evolución demográfica de Curupaity entre 1991 y 2010 |
|                                                                 |
| Fuente: Censos nacionales del INDEC                             |